# Bernard Lovell
Sir Alfred Charles Bernard Lovell, OBE, FRS, angleški astronom in fizik, * 31. avgust 1913, Oldland Common, Bristol, grofija Gloucestershire, Anglija, † 6. avgust 2012, Swettenham, grofija Cheshire, Anglija.
Lovell je bil ustanovitelj in med letoma 1945 in 1980 (prvi) predstojnik Observatorija Jodrell Bank blizu Goostreyja v Cheshireu.